# Andrés Carrasco Carrillo
Andrés Carrasco Carrillo (Barcelona, España; 4 de marzo de 1978) es un entrenador de fútbol español que actualmente dirige al FC LNZ Cherkasy de la Liga Premier de Ucrania.

## Trayectoria
Comenzó su trayectoria en los banquillos en la cantera del FC Barcelona en la que estaría durante 13 años, dirigiendo a los distintos conjuntos base del club blaugrana en el que estuvo hasta 2011.
En la temporada 2011-2012, se marchó a Georgia para dirigir al conjunto juvenil del Football Club Dinamo Tiflis y formar parte del cuerpo técnico de Álex García Casañas. En la temporada siguiente regresó a España para enrolarse en la estructura del Málaga CF como técnico de fútbol base.
En la temporada 2013-2014 regresó a Georgia para ser director de la academia del FC Saburtalo. El 24 de noviembre de 2014, vuelve a España para ser segundo entrenador de Álex García Casañas en las filas del CE Sabadell. En el club arlequinado estaría hasta el 5 de febrero de 2015.
En 2015 se marchó a Australia para ser segundo entrenador del Western Sydney Wanderers Football Club, en el que formaría parte de los cuerpos técnicos de Tony Popovic, Josep Gombau y Hayden Foxe. Durante la primera parte de la temporada 2017-2018 dirigió al conjunto juvenil del Kardemir Karabükspor, en el que estuvo hasta enero de 2018.
El 6 de julio de 2018, firmó como entrenador del Shakhtar Donetsk para dirigir al conjunto sub-19.
El 10 de noviembre de 2020, se convierte en seleccionador de la Selección de fútbol de Kuwait y también dirigiría al combinado olímpico sub-23. Andrés dirigiría a la potencia asiática hasta octubre de 2021, cuando sería relevado por Carlos González.
El 28 de diciembre de 2021, firmó un contrato por tres temporadas como director del fútbol base del Football Club Dinamo Tiflis.

## Clubes

### Como entrenador
| Club                                                   | País      | Año             |
| ------------------------------------------------------ | --------- | --------------- |
| FC Barcelona (Fútbol Base)                             | España    | 1999-2011       |
| Football Club Dinamo Tiflis (Juvenil)                  | Georgia   | 2011-2012       |
| Málaga CF (Fútbol Base)                                | España    | 2012-2013       |
| FC Saburtalo (Director cantera)                        | Georgia   | 2013-2014       |
| CE Sabadell (2º Entrenador)                            | España    | 2014-2015       |
| Western Sydney Wanderers Football Club (2º Entrenador) | Australia | 2015-2017       |
| Kardemir Karabükspor (2º Entrenador)                   | Turquía   | 2017-2018       |
| Shakhtar Donetsk (Sub-19)                              | Ucrania   | 2018-2019       |
| Selección de fútbol sub-23 de Kuwait                   | Kuwait    | 2020            |
| Selección de fútbol de Kuwait                          | Kuwait    | 2020-2021       |
| Football Club Dinamo Tiflis (Director del fútbol base) | Georgia   | 2022-Actualidad |